# 구게누마카이간역
구게누마카이간역(일본어: 鵠沼海岸駅, くげぬまかいがんえき)은 일본 가나가와현 후지사와시에 위치한 오다큐 전철 에노시마 선의 역이다. 역 번호는 OE 15이다.

## 역사
- 1929년 4월 1일: 후지사와 정 구게누마나카오카 6599번지에 영업 개시. "직통" 정차역이 됨. 또한, 각역정차는 신주쿠 ~ 이나다노보리토(현, 무코가오카유엔) 간에서만 운행되었음.
- 1945년 6월: "직통"이 폐지된 각역 정차가 전 노선에서 운행되고, 그 정차역이 됨.
- 1946년 10월 1일: 준급이 설정되고 정차역이 됨.
- 1955년 3월 25일: 통근 급행이 설정됨.
- 1957년: 여름에 쾌속 급행(현행의 쾌속 급행과 다른 해수욕 고객 수송용 임시 열차)가 운행되어 정차역이 되었고, 쾌속 급행은 다음해 이후에도 운행했지만 본 역은 통과됨.
- 1964년 11월 5일: 급행 정차역이 됨(당시에는 전 열차가 정차).
- 1998년 8월 22일: 일부(10량 편성) 급행이 통과됨.
- 2004년 12월 11일: 일부(6량 편성)의 급행 열차 정차 개시.
- 2018년 3월: 후지사와에서 가타세에노시마까지 각역에 정차하는 급행에 대해서, 후지사와 이서 구간의 각역 정차를 종별 변경하는 형태가 되면서, 급행 정차역에서 해제됨.

## 역 구조
상대식 승강장 2면 2선의 지상역. 상행 승강장 측에 역사와 개찰구가 설치되었다. 승강장 유효 길이는 6량 편성분이어서 10량 편성의 급행 열차는 본 역을 통과한다.
2004년도에 엘리베이터와 슬로프가 설치되어 배리어 프리 경로가 확보되었다. 다만, 전기한 것처럼 개찰구는 상행 승강장 측의 한군데 뿐으로, 하행 승강장을 이용하는 경우에는 엘리베이터를 두 번 이용할 필요가 있다.
역 관계자들은 7:15부터 막차까지 배치되어 있다. 역무원 근무 시간 외의 새벽 시간은 인터폰으로 문의하게 된다.

### 승강장
동쪽을 기준으로 승강장 번호가 부여되었다.
| 번호 | 노선        | 방향 | 행선                                          |
| ---- | ----------- | ---- | --------------------------------------------- |
| 1    | 에노시마 선 | 하행 | 가타세에노시마 방면                           |
| 2    | 에노시마 선 | 상행 | 후지사와・사가미오노・신주쿠・ 지요다 선 방면 |

## 역 주변
주변은 조용한 주택지이다. 역명대로 쇼난 해안과 가깝지만, 역에서 해안을 바라볼 수는 없다. 에노시마 선 역으로는 드물게 역전 광장이 없다.
- 구게누마 해안
- 현립 쇼난카이간 공원
- 후지사와 시 구게누마 공민관・구게누마 시민 센터
- 구게누마 해안 우체국
- 구게누마 운동 공원
- 구게누마 해안 공원 - 빙상 파크가 소재한다(옛, 구게누마 풀장 가든).
- 쇼난가쿠인 중・고등학교
- 후지사와 시립 구게미나미 초등학교

## 인접역
| 오다큐 전철 에노시마 선      | 오다큐 전철 에노시마 선 | 오다큐 전철 에노시마 선                  |
| ---------------------------- | ----------------------- | ---------------------------------------- |
| OE 14 혼쿠게누마 신주쿠 방면 | ■ 각역정차              | 가타세에노시마 OE 16 가타세에노시마 방면 |